# Araneus rufipes
Araneus rufipes este o specie de păianjeni din genul Araneus, familia Araneidae. A fost descrisă pentru prima dată de O. P.-cambridge, 1889.
Este endemică în Guatemala. Conform Catalogue of Life specia Araneus rufipes nu are subspecii cunoscute.